# Erioptera squalida
Erioptera squalida är en tvåvingeart som beskrevs av Friedrich Hermann Loew 1871. Erioptera squalida ingår i släktet Erioptera och familjen småharkrankar. Arten är reproducerande i Sverige. Inga underarter finns listade i Catalogue of Life.